# سن بورخا
سن بورخا (به اسپانیایی: San Borja) یک شهر در بولیوی است که در شهرداری سن بورخا واقع شده‌است. سن بورخا ۲۴٬۶۱۰ نفر جمعیت دارد و ۱۹۷ متر بالاتر از سطح دریا واقع شده‌است.